# Pantou
Pantou (kinesiska: 泮头, 泮头乡) är en socken i Kina. Den ligger i provinsen Hunan, i den södra delen av landet, omkring 300 kilometer söder om provinshuvudstaden Changsha. Antalet invånare är 9048. Befolkningen består av 4 339 kvinnor och 4 709 män. Barn under 15 år utgör 28,0 %, vuxna 15-64 år 60 %, och äldre över 65 år 10,0 %.
Genomsnittlig årsnederbörd är 1 888 millimeter. Den regnigaste månaden är augusti, med i genomsnitt 273 mm nederbörd, och den torraste är oktober, med 37 mm nederbörd.